# Рёденталь
Рёденталь (нем. Rödental) — город в Германии, в федеральной земле Бавария.
Подчинён административному округу Верхняя Франкония. Входит в состав района Кобург. Население составляет 13 191 человек (на 31 декабря 2010 года). Занимает площадь 49,96 км². Официальный код — 09 4 73 159.
Город подразделяется на 16 городских районов.
В Рёдентале находится штаб-квартира компании Zapf Creation AG, выпускающей куклы.

## Фотографии

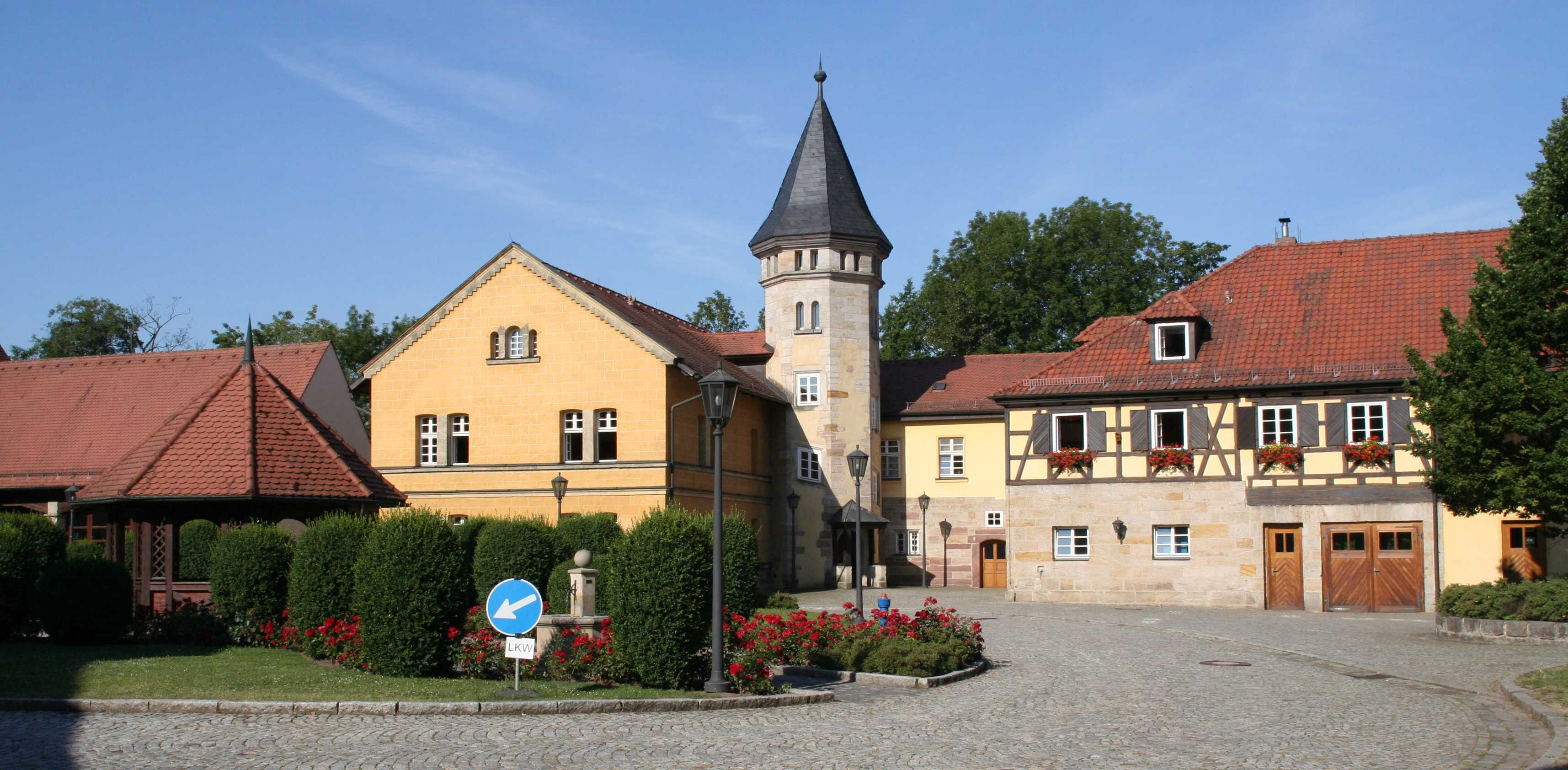
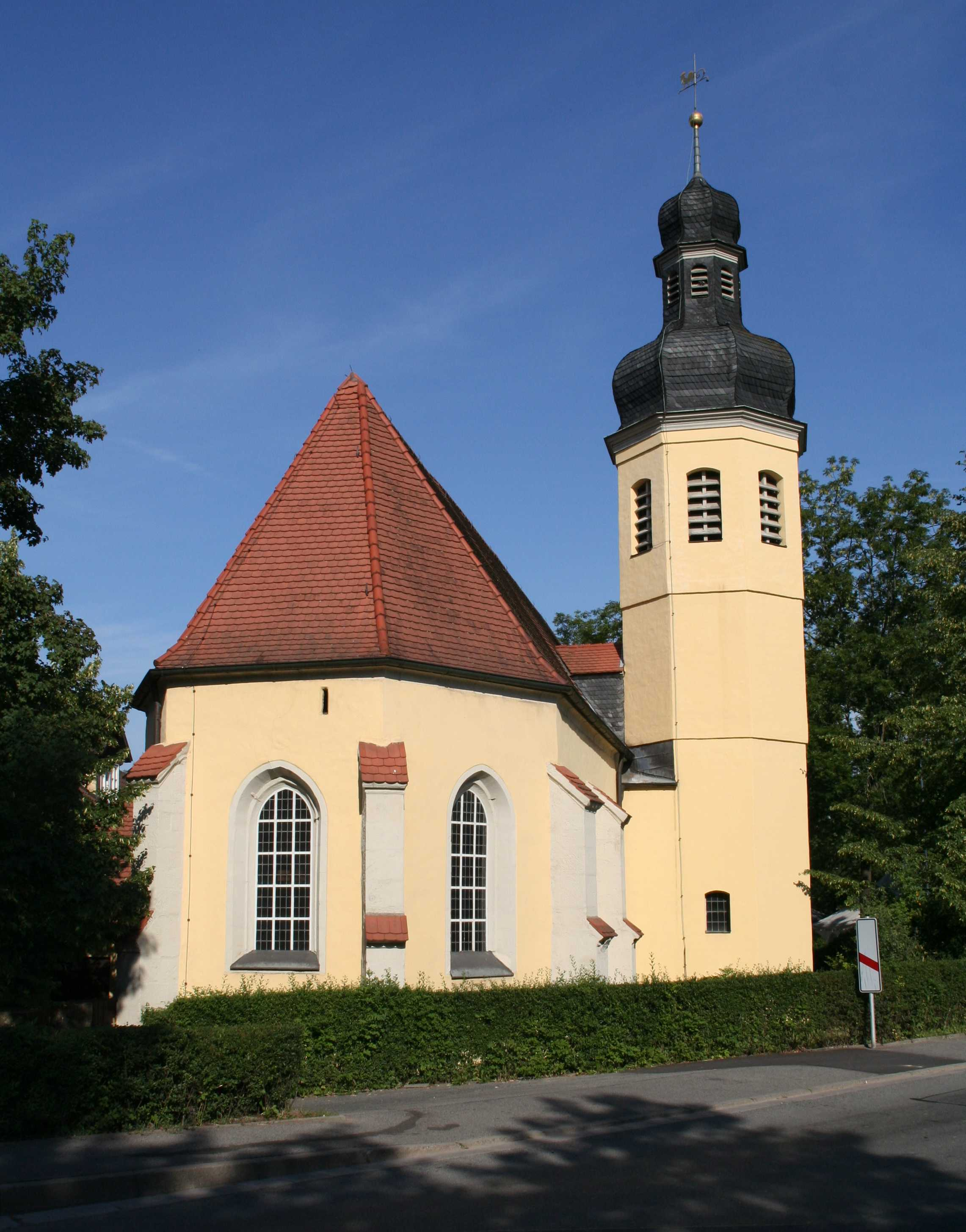
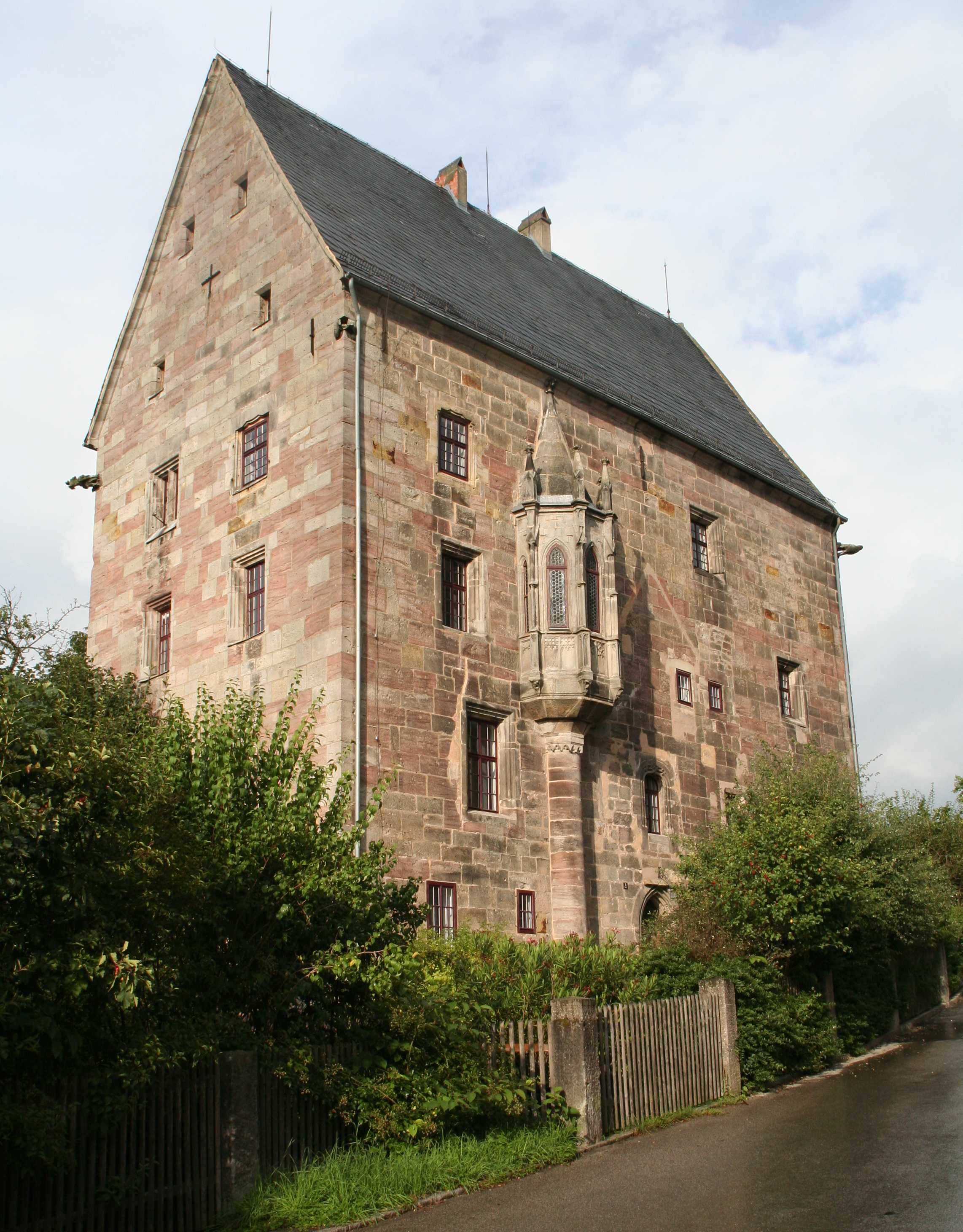
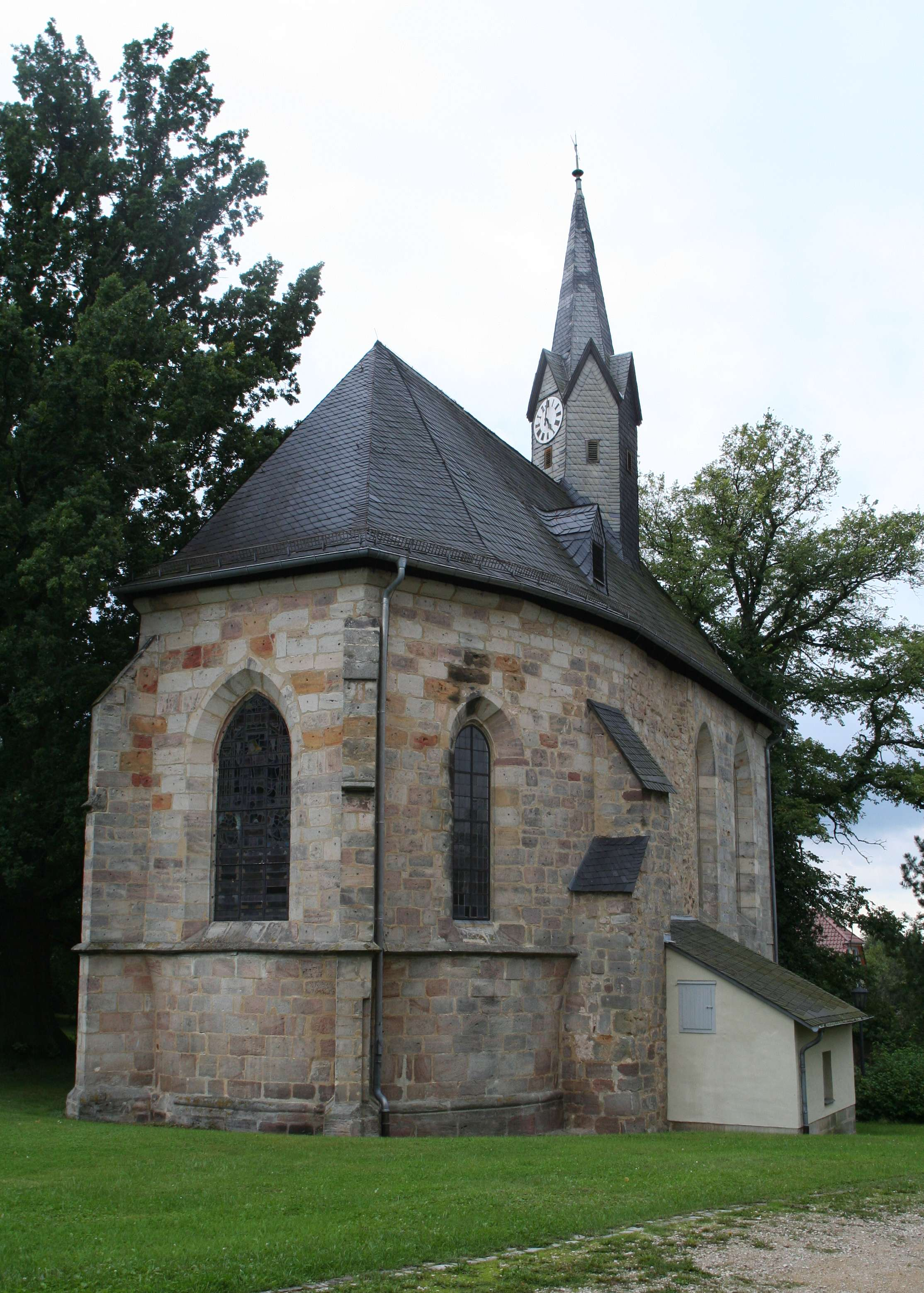
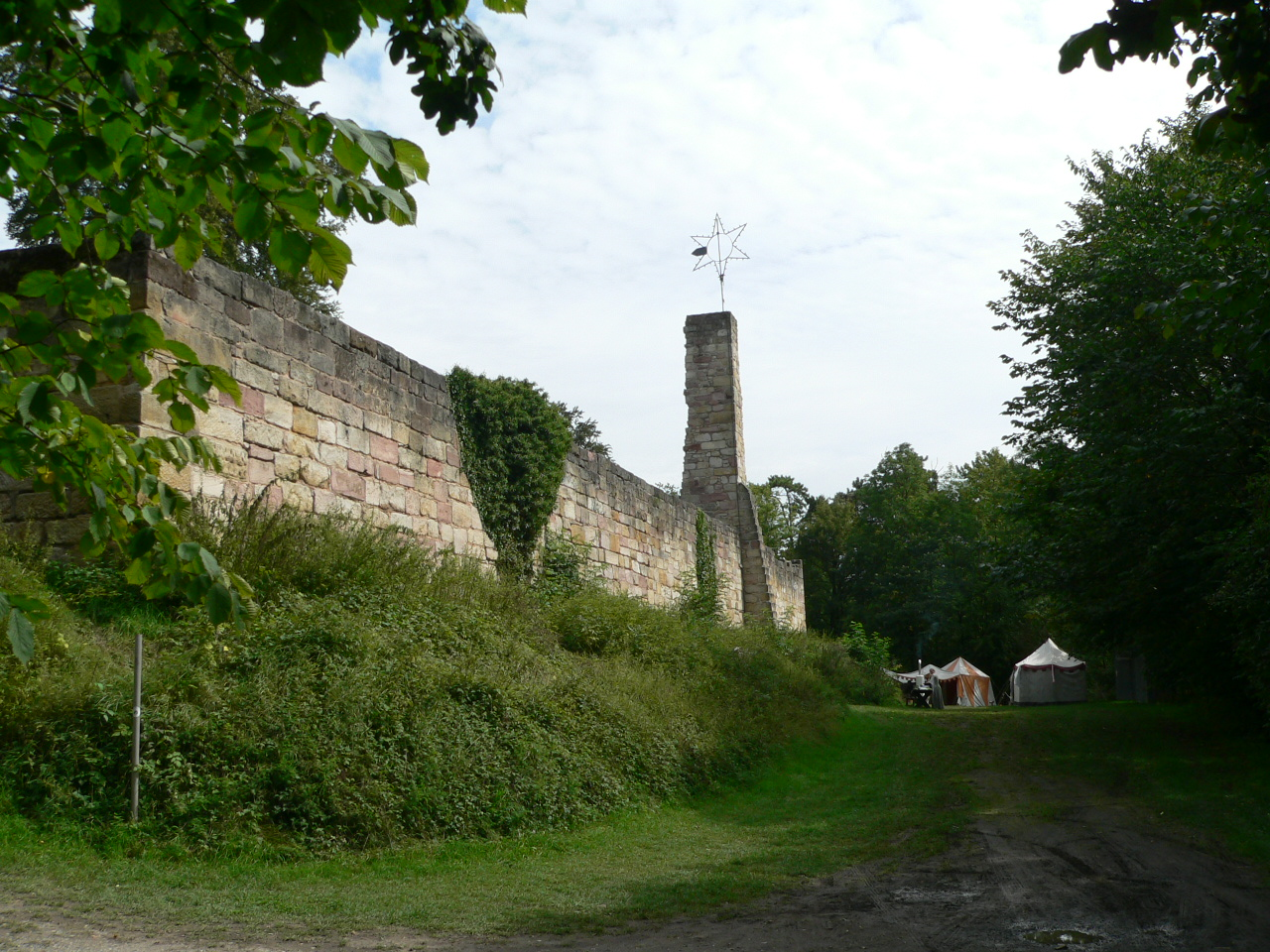

## Население
По оценке на 31 декабря 2015 года население общины Рёденталь составляет 13 068 чел. 

| Дата      | 1840 | 1871 | 1900 | 1925 | 1939 | 1950 | 1961  | 1970  | 1987  | 2011  |
| --------- | ---- | ---- | ---- | ---- | ---- | ---- | ----- | ----- | ----- | ----- |
| Население | 2942 | 3708 | 5141 | 6130 | 6657 | 9793 | 10925 | 11868 | 12037 | 13302 |

| Год       | 1960  | 1970  | 1980  | 1990  | 2000  | 2009  | 2010  | 2011  | 2012  | 2013  | 2014  | 2015  |
| --------- | ----- | ----- | ----- | ----- | ----- | ----- | ----- | ----- | ----- | ----- | ----- | ----- |
| Население | 10804 | 11903 | 11800 | 12878 | 13884 | 13351 | 13191 | 13197 | 13059 | 13046 | 13075 | 13068 |